# Цастров, Карл
Карл Цастров при рождении Герман Цастров (нем. Carl Zastrow; 11 апреля 1836, Пренцлау — 9 февраля 1903) — немецкий писатель
 и поэт известный под псевдонимом Карл фон Пренцлау.
Автор многочисленных произведений для детей.

## Избранные произведения
- сборник стихов «Traum und Leben» (1852);
- «Aus der Märchenwelt» (1863);
- «Zwei Seelen» (1868);
- «Schneeglöckchen» (1869);
- «Nachtviole» (1870);
- «Missverständnisse» (1873);
- «Die Klarinette als Talisman» (1874);
- «Im gräflichen Hause» (1878);
- «Major Kreuzschnabel und andere Militär-Humoresken» (1882);
- «Die Bureaukraten von Flausenheim» (1884) и др.